# Sven Gábor Jánszky

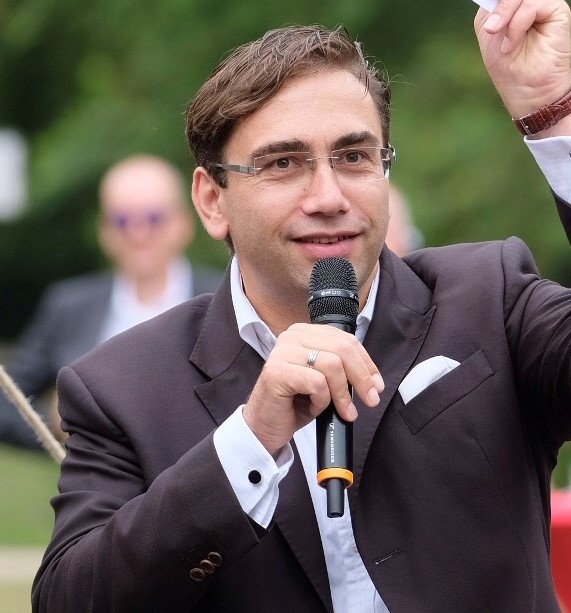
Sven Gábor Jánszky (2018)

Sven Gábor Jánszky (* 5. Januar 1973 in Frankenberg/Sachsen) ist ein deutscher Unternehmer und Autor. Er schreibt u. a. zu den Themen Zukunftsforschung und Strategien zur Anwendung von KI.

## Leben
Jánszky studierte an der Universität Leipzig Journalistik und Politikwissenschaft mit Abschluss als Diplom-Journalist. Er war Geschäftsführer der MDKK Europe GmbH & Co. KG und der Medea Film GmbH & Co. KG. Er ist Geschäftsführer der 2b AHEAD ThinkTank GmbH mit Sitz in Leipzig. Jánszky veranstaltet Workshops zum Thema Innovation und veröffentlicht Trendstudien.

## Veröffentlichungen
Als Autor
- 2030: Wie viel Mensch verträgt die Zukunft, 2b AHEAD Publishing, 2018, ISBN 978-3947590049
- Die Neuvermessung der Werte: Wie sich unsere Grundwerte in Unternehmen und Gesellschaft verändern werden, Goldegg Verlag, 2013, ISBN 978-3902903563
- 2025: So arbeiten wir in der Zukunft, Goldegg Verlag, Wien 2013, ISBN 978-3902903051
- 2020: So leben wir in der Zukunft, Goldegg Verlag, 2011, ISBN 978-3901880049
- Rulebreaker: Wie die Menschen denken, deren Ideen die Welt verändern, Goldegg Verlag, 2010, ISBN 978-3902729095

Als Mitautor
- Der digitale Dämon, München 2012, ISBN 978-3868814774
- Auf dem Weg in die Organisation 2.0: Mut zur Unsicherheit, Wissenschaft & Praxis, 2011, ISBN 978-3896735713
- 2020: Gedanken zur Zukunft des Internets, Klartext, Essen, 2010, ISBN 978-3837503760
- Informationsmanagement 2.0, 2002, ISBN 978-3863294304